# Suryoye
Suryoye, Suroye oder Suraye (syrisch ܣܘܪܝܐ, Singular: Suryoyo, Suroyo bzw. Suraya), deutsch „Syrer“, ist die syrisch-aramäischsprachige Eigenbezeichnung für nach unterschiedlicher Auslegung einer ethno-religiösen Minderheit in Vorderasien.
Die Bezeichnung „Syrisch“ bezieht sich nicht auf die heutige Republik Syrien, sondern auf die syrische Tradition des Christentums.

## Zugehörigkeiten
Die Suryoye werden auch Aramäer, Assyrer oder Chaldäer genannt. Diese Bezeichnungen sind nicht klar voneinander abgegrenzt, sondern spiegeln vielmehr eine ideologische Einstellung wider. So kann es vorkommen, dass sich innerhalb einer Familie der eine Bruder als Assyrer und die Schwester als Aramäerin bezeichnet. Eine klare Trennlinie anhand der Konfession ist bei den Bezeichnungen „Assyrer“ und „Aramäer“ nicht zu erkennen. Die Bezeichnung „Chaldäer“ wird in der Regel nur von Angehörigen der Chaldäisch-katholischen Kirche verwendet. Erwähnenswert ist jedoch, dass sich viele chaldäisch-katholische Christen auch als Assyrer bezeichnen.

## Siedlungsgebiet
Aufgrund von Verfolgung, Repression und Unterdrückung durch einerseits lokale Kurden und andererseits staatliche Organisationen in ihrer alten Heimat Mesopotamien leben heute die meisten Suryoye in der westlichen Diaspora.

### Türkei
Der Tur Abdin im Südosten der Türkei gilt als historisches Siedlungsgebiet der Syrisch-Orthodoxen Kirche. Heute leben nur noch 4.000 Suryoye in dem Kalksteingebirge. In letzter Zeit ist eine langsame, aber stetige Rückwanderung syrisch-orthodoxer Suryoye in den Tur Abdin zu verzeichnen. Ob als permanente Bewohner oder nur in den Sommermonaten: Die Diaspora zeigt ein immer stärker werdendes Interesse an der alten Heimat. Weitere 20.000 syrisch-orthodoxe Christen leben in der Metropole Istanbul.
Die Suryoye, die der chaldäisch-katholischen Kirche angehören, haben traditionell ihre Heimat in der Provinz Sirnak im Südosten der Türkei. In dieser Provinz leben heute nur noch wenige Suryoye, abgesehen von der Diaspora, die die Gegend von Frühling bis Herbst rege besucht.
Die Suryoye, die der Assyrischen Kirche des Ostens angehören, sind in der Türkei heute nicht mehr existent. Ihr Zentrum lag in der südöstlichen Provinz Hakkari, genauer in der Ortschaft Qudshanis. Diese Ortschaft war in der Geschichte der Assyrischen Kirche des Ostens von großer Bedeutung, da sie über viele Jahrhunderte hinweg Sitz einer Reihe von Patriarchen war. Dies änderte sich Mitte 1915, als Mar Benyamin Shimun XXI. zusammen mit den übrigen Suryoye von Hakkari im Rahmen der Völkermordes an den Suryoye zur Flucht gezwungen wurde.

### Syrien
Die Suryoye leben mehrheitlich im Nordosten Syriens an den Grenzen zur Türkei und zum Irak. Qamischli gilt insbesondere als Zentrum der Suryoye in Syrien. Es gibt jedoch auch Gemeinden in Aleppo und Homs. Aufgrund des andauernden Bürgerkriegs und der Benachteiligung im kurdisch dominierten Teil Syriens ist ein beachtlicher Anteil der Suryoye ausgewandert. Besonders die Suryoye am Fluss Chabur (Chabur-Assyrer) haben aufgrund der Angriffe des IS einen regelrechten Exodus erlebt.

### Irak
Die Zahl der Suryoye im Irak ist dramatisch gesunken. Die meisten der dort verbliebenen Suryoye leben in der Ninive-Ebene, die sich nördlich, nordöstlich und südöstlich der zweitgrößten irakischen Stadt Mossul erstreckt. Zudem gibt es größere Gemeinden in Ankawa und Duhok. Auch im Nordirak geraten die Suryoye zunehmend unter Druck der kurdischen Autonomieverwaltung. Während zur Zeit des ehemaligen Diktators Saddam Hussein noch 1,5 Millionen Suryoye im Zweistromland lebten, sind es mittlerweile weniger als 300.000.

### Iran
Das traditionelle Siedlungsgebiet der Suryoye im Iran befindet sich im Westen des Landes um die Stadt Urmia. Heute leben die meisten Suryoye jedoch in der iranischen Hauptstadt Teheran. Die Suryoye im Iran gehören einerseits der Assyrischen Kirche des Ostens und andererseits der chaldäisch-katholischen Kirche an.

## Religion
Die Suryoye gehören folgenden Kirchen an:
- Altkirchliches Patriarchat Antiochien (westsyrische Tradition):
  - Syrisch-Orthodoxe Kirche von Antiochien,
  - Syrisch-Katholische Kirche,
- Altkirchliches Katholikat Seleukia-Ktesiphon („Kirche des Ostens“, ostsyrische Tradition):
  - Assyrische Kirche des Ostens,
  - Alte Kirche des Ostens,
  - Chaldäisch-Katholische Kirche.

## Sprache
Die Muttersprache der Suryoye/Suroye/Suraye ist die syrische Sprache, welche linguistisch zur neu-ostaramäischen Sprachfamilie gezählt wird. Das Syrische wird in zwei Dialekten gesprochen. Einerseits handelt es sich hierbei um den Surayt-Dialekt (auch bekannt als Turoyo), andererseits um den Suret-Dialekt (auch bekannt als Swadaya). Syrisch wird heute sowohl im Ursprungsgebiet Mesopotamien als auch in der Diaspora gesprochen. Der westsyrische Surayt-Dialekt wird heute noch von ca. 250.000 Suryoye gesprochen. Der ostsyrische Suret-Dialekt wird von ca. 830.000 Suryoye gesprochen. Obwohl das Neu-Ostaramäische eine gelebte Sprache ist und auch Bildung, Fernsehprogramme, Radioprogramme und Musik in beiden Dialekten bestehen, ist die Sprache von Assimilation bedroht, zumal sie in der Regel weder Unterrichts- noch Wissenschaftssprache noch Verwaltungssprache in den Gemeinden und Siedlungsgebieten mit Suryoye-Bevölkerung ist.
Die eigensprachlichen Bezeichnungen der heutigen Assyrer/Chaldäer/Aramäer lauten „Suryoye“, „Suraye“ oder „Suroye“. Diese Benennungen haben ihren Ursprung im Begriff „Assyrer“. Über die symbiotische Verbindung zwischen den Begriffen „Assyrer“ und „Suryoye/Suraye/Suroye“ besteht heute ein wissenschaftlicher Konsens.

## Ethnogenese
Zur Frage der Ethnogenese bestehen verschiedene Thesen, erwähnenswert ist hier, dass über diesen langen Zeitraum Völkervermischungen stattgefunden haben. Heute bestehen hauptsächlich folgende drei Thesen zur Ethnogenese bei den Suryoye:
1. Aramäer. Gemäß Shabo Hanna bezeichneten die Griechen die Volksgruppe in Mesopotamien, welche sich selber „Aramäer“ nannten als Syrer.[30] Auch Sina Schiffner ist der Ansicht, dass die Verwendung des Ausdruckes Syrer von den Griechen des Altertums herrührt. Der griechische Historiker Poseidonios führte aus: „Denn was wir [Griechen] Syrer [griechisch Syroi/Syrioi] nennen, nennt sich selbst Aramäer.“[31] Diese These entspricht jedoch nicht der gängigen wissenschaftlichen Lehrmeinung.[32]
2. Assyrer. Für den österreichischen Althistoriker und Altorientalisten Robert Rollinger besteht kein Zweifel, dass die Bezeichnung Suroye oder Suryoye nichts anderes als „Assyrer“ bedeutet. Der Fund eines ca. 2.800 Jahre alten Steines in Cineköy (ca. 30 km südlich von Adana, Türkei) mit einer zweisprachigen Inschrift in Luwisch und Phönizisch unterstreicht laut Rollinger diese These.[33] In dieselbe Richtung gehen die Ansichten des finnischen Assyriologen Simo Parpola. Er führt aus, dass der Name Aschur in aramäischen Dokumenten aus dem 7. Jahrhundert v. Chr. auch als Sur wiedergegeben wird.[34]
3. Chaldäer. Im Vergleich zum Begriff „Assyrer“, welcher von Teilen der Mitgliedern aller west- und ostsyrischen Kirchen verwendet wird, bezeichnen sich ausschließlich die Mitglieder der chaldäisch-katholischen Kirche heute als Chaldäer. Die Chaldäische Kirche entstand 1553 nach einem Schisma von der Assyrischen Kirche des Ostens. Bevor man jedoch die neu entstandene Kirche als chaldäisch zu bezeichnen begann, wurde der Name „Assyriens und Mosuls Kirche“ verwendet. Die Verwendung der Bezeichnung „chaldäisch“ ist gemäß Svante Lundgren wahrscheinlich in der biblischen Erzählung von den heiligen drei Königen begründet.[35]

## Geschichte

Schlagzeile in der Washington Times vom 26. März 1915 über den Völkermord an den Suryoye.

Von den Pogromen des türkischen, iranischen und irakischen Militärs und kurdischer Milizen im und nach dem Ersten Weltkrieg waren neben den Armeniern (siehe Völkermord an den Aramäern und Assyrern und Völkermord an den Armeniern) vor allem die Suryoye fast aller Kirchen betroffen. Hunderttausende von ihnen wurden getötet und viele aus ihrer Heimat vertrieben, andere wanderten in die westliche Diaspora (Europa, Amerika und Australien) aus. Die Parlamente folgender Staaten haben die Verfolgung und Vertreibung der Suryoye während des Ersten Weltkrieges als Völkermord eingestuft: Schweden, Niederlande, Armenien, Österreich und Deutschland.

## Diaspora

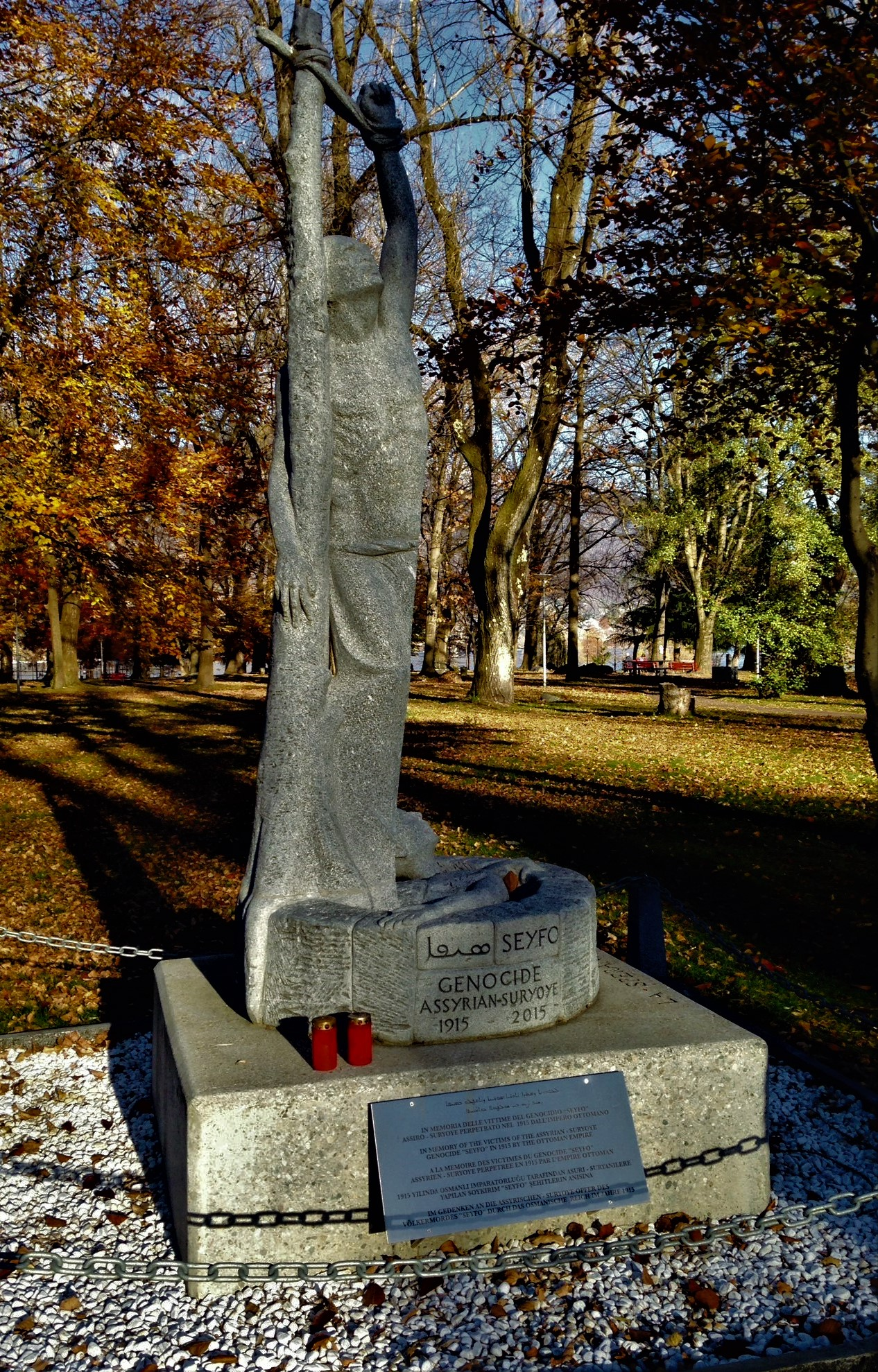
Denkmal zum Völkermord an den Suryoye im Parco Della Pace im schweizerischen Locarno.

Ausgewanderte Assyrer/Aramäer aus dem ursprünglichen Raum Mesopotamiens befürchteten eine religiöse Verfolgung. Gemäß der Assyrischen Konföderation Europas leben ca. 500'000 Assyrer in Westeuropa. Wobei Schwerpunkte in Schweden und Deutschland bestehen, in Deutschland unter anderem in Gütersloh, Augsburg, Wiesbaden, Mainz, Pohlheim und Delmenhorst. Aber auch in den Niederlanden, Frankreich, Belgien, Österreich, Dänemark, Großbritannien und der Schweiz gibt es größere Suryoye-Gemeinden.
Auch in den USA, insbesondere in Chicago sowie in New Jersey (Bergen County), haben die Suryoye eine neue Heimat gefunden. Zudem gibt es größere Gemeinden in Australien.

## Medien
- Suryoyo Sat
- Suroyo TV
- ANB Sat
- Ishtar TV
- Assyria TV